# Swedish Open 1995
Lo Swedish Open 1995 è stato un torneo di tennis giocato sulla terra rossa. È stata la 48ª edizione dello Swedish Open, che fa parte della categoria World Series nell'ambito dell'ATP Tour 1995. Si è giocato al Båstad Tennis Stadion di Båstad in Svezia, dal 10 al 16 luglio 1995.

## Campioni

### Singolare
Fernando Meligeni ha battuto in finale  Christian Ruud con il punteggio di 6–4 6–4

### Doppio
Jan Apell /  Jonas Björkman hanno battuto in finale  Jon Ireland /  Andrew Kratzmann con il punteggio di 6–3 6–0